# هيلدا فيبي هادسون
هيلدا فيبي هدسون (بالإنجليزية: Hilda Phoebe Hudson) (11 يونيو 1881 كامبريدج - 26 نوفمبر 1965 لندن) عالمة رياضيات إنجليزية عملت في الهندسة الجبرية، ولا سيما في تحولات كريمونا. وكانت هيلدا مهتمة بالربط بين الرياضيات ومعتقداتها الدينية.

## حياتها وعملها
في عام 1900 حصلت هيلدا على منحة دراسية والتحقت بكلية نيونهام في جامعة كامبريدج، وتخرجت منها عام 1903، حيث حصلت على المرتبة السابعة بين طلاب الدرجة الأولى.
بعد عام من الدراسة الإضافية في جامعة برلين، عادت إلى نيونهام عام 1905، في البداية كمحاضرة في الرياضيات ثم لاحقًا كزميلة باحثة مشاركة. منحتها كلية ترينيتي في دبلن درجة ماجستير، ثم درجة الدكتوراه لاحقًا في عامي 1906 و 1913 على التوالي.
كانت متحدثة مدعوة للمؤتمر الدولي لعلماء الرياضيات (ICM) في عام 1912 في كامبريدج بالمملكة المتحدة. وعلى الرغم من دعوة لورا بيساتي إلى المؤتمر، إلا أنها توفيت قبل بدء المؤتمر مباشرة، لذلك أصبحت هيلدا أول متحدثة مدعوة في المؤتمر.
أمضت العام الدراسي 1912-1913 في كلية برين ماور في الولايات المتحدة، والسنوات 1913-1917 في إنجلترا، هذه المرة كمحاضرة في معهد وست هام التقني. انضمت إلى قسم فرعي في وزارة الطيران لإجراء أبحاث في هندسة الطيران والفضاء الجوي في عام 1917، حيث طبقت عملاً رائدًا في تطبيق النمذجة الرياضية على تصميم الطائرات.
حصلت على رتبة الإمبراطورية البريطانية في عام 1919، وكعالمة رياضيات متميزة كانت واحدة من النساء القلائل في وقتها عملت في مجلس جمعية الرياضيات في لندن.
كانت معظم أبحاثها في الرياضيات البحتة معنية بالأسطح والمنحنيات المستوية، وكان اهتمامها الخاص هو تحولات كريمونا. حظي كتابها "Ruler and Compasses"  عام 1916 بالترحيب باعتباره «إضافة مرحب بها إلى الأدبيات حول الحدود بين الرياضيات الابتدائية والمتقدمة». واعتبر جون سيمبل أطروحتها المكونة من 454 صفحة عام 1927 بمثابة أعظم إبداعاتها.

## علم الوبائيات
اشتركت فيبي في نشرعملاً مع رونالد روس في علم الأوبئة وقياس انتشار المرض.

## كتب
- Ruler and Compasses, first published as a monograph (Longman's Modern Mathematical Series, 1916) and then included in the compendium Squaring the circle and other monographs (Chelsea n.d.)
- Cremona Transformations in Plane and Space, Cambridge University Press, 1927.

## وصلات خارجية
- [[:en:MacTutor History of Mathematics archive|O'Connor، John J.؛ Robertson، Edmund F.، "هيلدا فيبي هادسون"، تاريخ ماكتوتور لأرشيف الرياضيات]]
- Semple، J. G. (1969)، "Hilda Phoebe Hudson"، The Bulletin of the London Mathematical Society، ج. 1، ص. 357–359، DOI:10.1112/blms/1.3.357، ISSN:0024-6093، MR:0246741
- A list of her papers can be found at Biographies of Women Mathematicians: Hilda Phoebe Hudson